# TV Land
TV Land é uma canal de televisão a cabo norte americano sediado em Nova Iorque, lançado em 29 de abril de 1996. É propriedade da Paramount Media Networks, uma subsidiaria da Paramount Global, que também é proprietária da Paramount Pictures, e redes como MTV e Nickelodeon. Sua programação é composta de programas clássicos, shows, séries originais e filmes.